# Bufferin
Bufferin (auch: Gerard Malanga Reads Poetry) ist ein Underground-Experimentalfilm von Andy Warhol. Er wurde Anfang 1966 in Warhols Studio The Factory im 16-mm-Format gedreht.
Der farbige Tonfilm zeigt in einer Länge von 35 Minuten eine Dichterlesung von Warhols Assistent Gerard Malanga. Außerhalb des von der Kamera eingefangenen Blickfelds macht Rona Page (seine damalige Freundin) kritische Bemerkungen zu den Texten und lenkt ihn ab.
Der Film ist filmgeschichtlich von Bedeutung, weil er erstmals die von Warhol erfundene Technik des Strobe cut einsetzt.